# Marthe Robin
Marthe Robin, född 13 mars 1902 i Châteauneuf-de-Galaure, Drôme, död 6 februari 1981 i Châteauneuf-de-Galaure, Drôme, var en fransk romersk-katolsk mystiker och tertiar inom Franciskanorden. Tillsammans med prästen Georges Finet grundade hon år 1936 Foyers de Charité. Marthe Robin förklarades som vördnadsvärd av påve Franciskus den 7 november 2014.

### Webbkällor
- Siccardi, Cristina. ”Venerabile Marta Robin, fondatrice dei Focolari della Carità” (på italienska). Santi e Beati. Arkiverad från originalet den 9 februari 2021. https://archive.md/Aed3i. Läst 9 februari 2021.
- ”Venerable Marthe-Louise Robin” (på engelska). CatholicSaints.Info. Arkiverad från originalet den 9 februari 2021. https://archive.vn/mvnDy. Läst 9 februari 2021.
- ”Marthe Robin – Mystic Stigmatic Victim Soul” (på engelska). Mystics of the Church. Arkiverad från originalet den 9 februari 2021. https://archive.md/gZlvJ. Läst 9 februari 2021.